# شیدو، پکن
شیدو، پمن (به لاتین: Shidu) یک شهرک در جمهوری خلق چین است که در ناحیه فانگشان واقع شده‌است. شیدو ۱۶۴ متر بالاتر از سطح دریا واقع شده‌است.